# 莫里什
莫里什是葡萄牙波尔图区的一个堂区。总面积4.91平方公里，总人口2911人，人口密度592.9人/平方公里。